# Børneægteskab
Børneægteskab er et ægteskab, hvor den ene eller begge parter er umyndig. Reglerne for børneægteskaber er meget forskellige fra land til land, og har varieret meget gennem tiderne.
Den grundlæggende ide med ægteskabet er, at sikre at manden forsørger sin kones børn. Derfor kan det i nogle kulturer være smart at få alle piger gift unge, så ingen børn fødes uden for ægteskab.

## Definition
Europarådet definerede i resolution 1468 fra 2005 børneægteskab som en forening af to personer hvor en af dem er under 18 år.
Ligeledes definerer European Institute for Gender Equality det som et "juridisk ægteskab eller traditionelt baseret giftermål mellem to personer, hvor mindst en af parterne er under 18 år".
Ligende har UNICEF defineret børneægteskab som et hvilken som helst formelt ægteskab eller uformel forening mellem et barn under 18 år og en voksen eller et andet barn.

## Udviklingen i udviklingslandene
I de fleste udviklingslande falder antallet af børneægteskaber gradvist. Men man skal dog tage et vist forbehold for om statistikken dækker forholdene på landet.